# Bangu (Rio de Janeiro)
Pour les articles homonymes, voir Bangu.
Bangu est un quartier de la zone Ouest de la ville de Rio de Janeiro, au Brésil. Ce quartier est l'un des plus habités de la ville, avec une population de 244 518 habitants sur une aire de 4570,69 hectares. Localisé aux limites de la ville, Bangu a pour quartiers voisins la municipalité de Nova Iguaçu et les quartiers de Campo Grande, Senador Camará, Santíssimo, Realengo et Padre Miguel.
Le quartier est aussi lieu du siège du Bangu Atlético Clube, communément appelé Bangu, un club brésilien fondé le 17 avril 1904. Le club tient ses origines dans l’entreprise « Fábrica Bangu », située alors dans le quartier. Des Anglais qui travaillaient dans cette entreprise ont amené le football aux autres travailleurs.

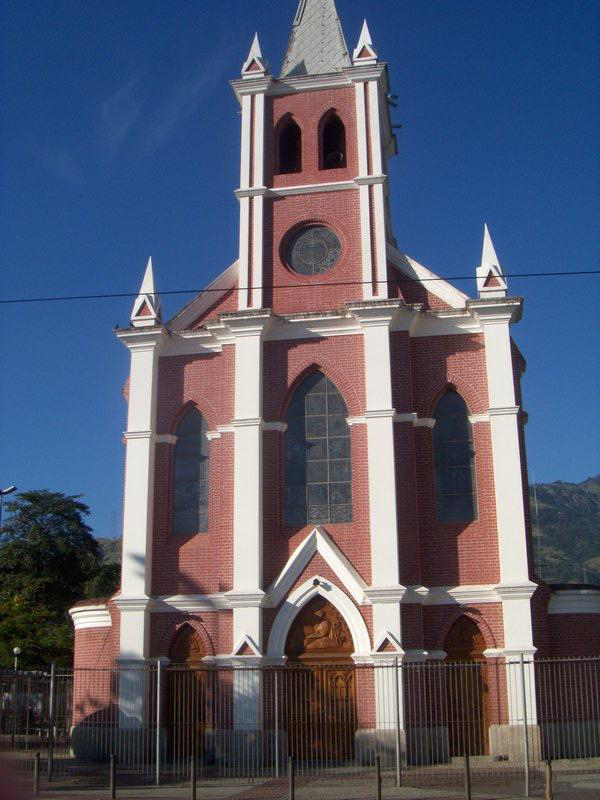
Église de Sainte Cécile à Bangu

C'est également à Bangu que se déroule le roman Mon bel oranger (publié en 1968) de José Mauro de Vasconcelos.
Le quartier est surtout connu par ses températures, qui en été, dépassent souvent les 40 °C.

## Histoire
En 1673, Manuel de Barcelos Domingues, l'un des premiers colons de la ville de Rio de Janeiro, construisit une chapelle privée sur sa ferme Bangu, à l'origine Engenho da Serra. Jusqu'alors, cette région faisait partie de la Freguesia de Campo Grande. En 1740, João Manoel de Melo reçut la Fazenda do Bangu par sesmaria. En 1743, João Freire Alemão acheta la ferme à la veuve de João Manoel de Melo, dont les propriétaires étaient également Anna Francisca de Castro Morais e Miranda (1798) et Manoel Miguel Martins, baron d'Itacurussá (1870).

## Sous-quartiers
- Guilherme da Silveira
- Rio da Prata, Vila Kennedy
- Vila Aliança
- Jardim Bangu
- Catiri
- Guandu
- Parque Leopoldina
- Sandá